# Người Slav Nam
Người Slav Nam là các sắc tộc Slav nói các ngôn ngữ Slav Nam và sống ở vùng tiếp giáp của Đông Nam Âu bao gồm phía đông Alps và Bán đảo Balkan. Được tách biệt về mặt địa lý với Người Slav Tây và Slav Đông bởi Áo, Hungary, România và Biển Đen, các sắc tộc Slav Nam ngày nay bao gồm người Bosniak, Bulgaria, Croatia, Macedonia, Montenegro, Serb và Slovenia, lần lượt là các nhóm dân cư chính của Bosna và Hercegovina, Bulgaria, Croatia, Bắc Macedonia, Montenegro, Serbia, và Slovenia.
Vào thế kỷ 20, nhà nước Nam Tư đã thống nhất các khu vực sinh sống của các quốc gia Nam Slav - ngoại trừ Bulgaria - thành một quốc gia duy nhất. Khái niệm Nam Tư, một quốc gia duy nhất cho tất cả các sắc tộc Nam Slav, xuất hiện vào cuối thế kỷ 17 và trở nên nổi bật trong thế kỷ 19 phong trào Illyria. Vương quốc của người Serb, Croatia và Slovenia, được đổi tên thành Vương quốc Nam Tư vào năm 1929, được tuyên bố vào ngày 1 tháng 12 năm 1918, sau sự hợp nhất của Nhà nước Slovene, Croat và Serb với các vương quốc như Serbia và Montenegro.
Với sự tan rã của Nam Tư vào đầu những năm 1990, một số quốc gia độc lập có chủ quyền được hình thành. Thuật ngữ "Nam Tư" đã và đôi khi vẫn được sử dụng như một từ đồng nghĩa với "người Slav Nam", nhưng thường loại trừ người Bulgaria và đôi khi chỉ đề cập đến công dân hoặc cư dân của Nam Tư cũ, hoặc chỉ những người đã đăng ký chính thức như người Nam Tư.

## Lịch sử
Các sắc tộc Slav ban đầu phân bố ở chân núi phía bắc của dãy Karpat, Đông Nam Ba Lan, Tây Belarus và Tây Bắc Ukraina, nơi sinh của khu vực sông Wisła, Dniester và Nam Bug. Từ thế kỷ đầu tiên sau Công nguyên, nó bắt đầu lan rộng ra xung quanh, và đến thế kỷ thứ hai sau Công nguyên, một số lượng lớn người Slav đã di cư đến đồng bằng sông Danube. Theo nơi cư trú của họ, họ có thể được chia thành ba nhánh: Đông, Tây và Nam, không có sự phân biệt giữa Tây và Nam Slav. Tuy nhiên, trong thế kỷ 6 và 8, người Avar và người Magyar xâm chiếm Trung Âu và những người Slav Nam chạy trốn đến phía Tây Bắc Balkan, vào các khu vực sinh sống của người Illyria và với người Slav Tây, các mối quan hệ đã bị cắt đứt và nhóm sắc tộc Nam Tư được hình thành.
Vào thế kỷ 20, Nam Tư sáp nhập các khu vực sinh sống của các sắc tộc Nam Tư (trừ Bulgaria) thành một quốc gia. Khái niệm "Nam Tư", một nhà nước của tất cả các quốc gia Nam Tư, xuất hiện vào cuối thế kỷ 17 và trở nên nổi bật trong phong trào Illyria vào thế kỷ 19. Nhà nước Serb, Croat và Slovene được tuyên bố vào ngày 1 tháng 12 năm 1918, sau khi Vương quốc Serb, Croat và Slovene thống nhất với Vương quốc Serbia và Montenegro, được đổi tên thành Vương quốc Nam Tư vào năm 1929.

## Quốc gia
Có 7 quốc gia trong đó người Slav Nam là dân số chính:
- Bosna và Hercegovina (46% Bosniak, 37% Serbia, 15% Croatia)
- Bulgaria (85% Bulgaria)
- Croatia (90% Croatia, 4% Serbia)
- Slovenia (83% Slovenia, 2% Serbia, 2% Croatia, 1% Bosniak)
- Serbia (83% Serbia, 2% Bosniak, 1% Nam Tư 1% Croatia, 1% Montenegro)
- Bắc Macedonia (65% Macedonia, 2% Serbia, 1% Bosniak)
- Montenegro (45% Montenegro, 29% Serbia, 13% Bosniak và người Hồi giáo theo quốc tịch, 1% croatas)

Ngoài ra, còn có các thiểu số địa phương của Nam Slav ở các quốc gia không thuộc Slav lân cận như:
- Albania: (Người Bulgaria, Người Macedonia, Người Serbia, Người Montenegro)
- Áo: (Người Croatia, Người Slovenia)
- Hy Lạp: (Những người nói ngông ngữ Slav ở Macedonia thuộc Hy Lạp, Người Pomak)
- Hungary: (Người Croatia, Người Serbia, Người Slovenia)
- Ý:  (Người Slovenia, Người Croatia)
- România: (Người Croatia, Người Bulgaria, Người Serbia),
- Thổ Nhĩ Kỳ: (Người Bulgaria, Người Bosniak)